# Hrpelje
Hrpelje (pronunciación eslovena: [xəɾˈpeːljɛ]) es una localidad eslovena perteneciente al municipio de Hrpelje-Kozina en el suroeste del país. El pueblo es una de las dos capitales del municipio, junto con Kozina, aunque en la práctica la sede administrativa está únicamente en Hrpelje.
En 2020, la localidad tenía una población de 953 habitantes.
Se conoce la existencia de la localidad desde 1304, cuando se menciona como una aldea en un documento de la diócesis de Trieste. En los siglos XVII y XVIII, la localidad se desarrolló como sede de los neveros de Trieste.
La localidad se ubica unos 10 km al sureste de Trieste, sobre la carretera E61 que lleva a Rijeka. Forma una conurbación con Kozina, de la cual está separada por la línea de ferrocarril.